# Калининградский морской судоходный канал
Калинингра́дский морской судоходный канал (при строительстве: Кёнигсбергский морской канал; нем. Königsberger Seekanal) — гидротехническое сооружение, находящееся в Калининградском заливе. Протяжённость канала составляет 43 км, ширина 50 — 80 метров, глубина 9 — 10,5 метра.

## История
Вплоть до конца XIX века из-за малой глубины Калининградского залива (в него впадает такая крупная река, как Ногат — крупный рукав Вислы, несущий множество осадочных пород) суда, которые хотели зайти в морские порты Кёнигсберг или Эльблонг, сгружали часть своего груза на пристани в Пиллау, пока у них не будет максимальной осадки 4 м. В конце XIX века, когда морские суда становились всё больше и больше, порт Кёнигсберг стал терять свое прежнее значение по сравнению с другими портами Балтийского моря. Возникла необходимость в создании искусственного фарватера в заливе.

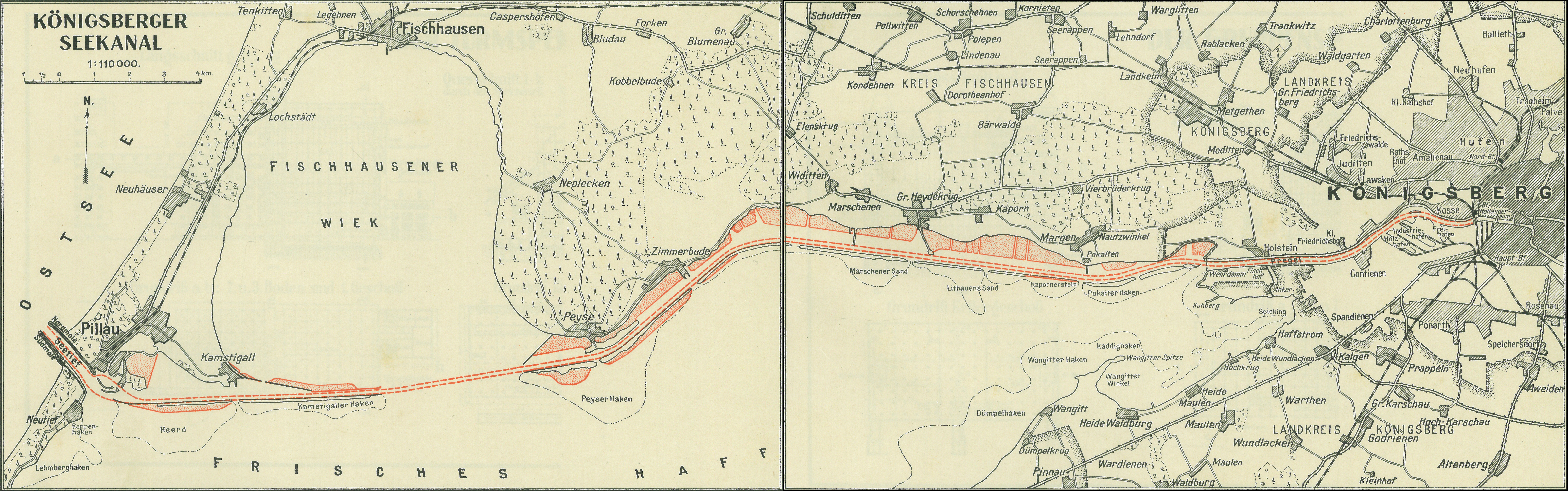
План канала 1927 года

Кёнигсбергский морской канал был открыт 15 ноября 1901 года. В 1924—1930 и в 1938—1939 годах проводились работы по углублению и расширению канала. В 1935 году в рыбацкой деревне Пайзе (нем. Peyse; ныне район города Светлый) был построен морской причал.

## Гидрография

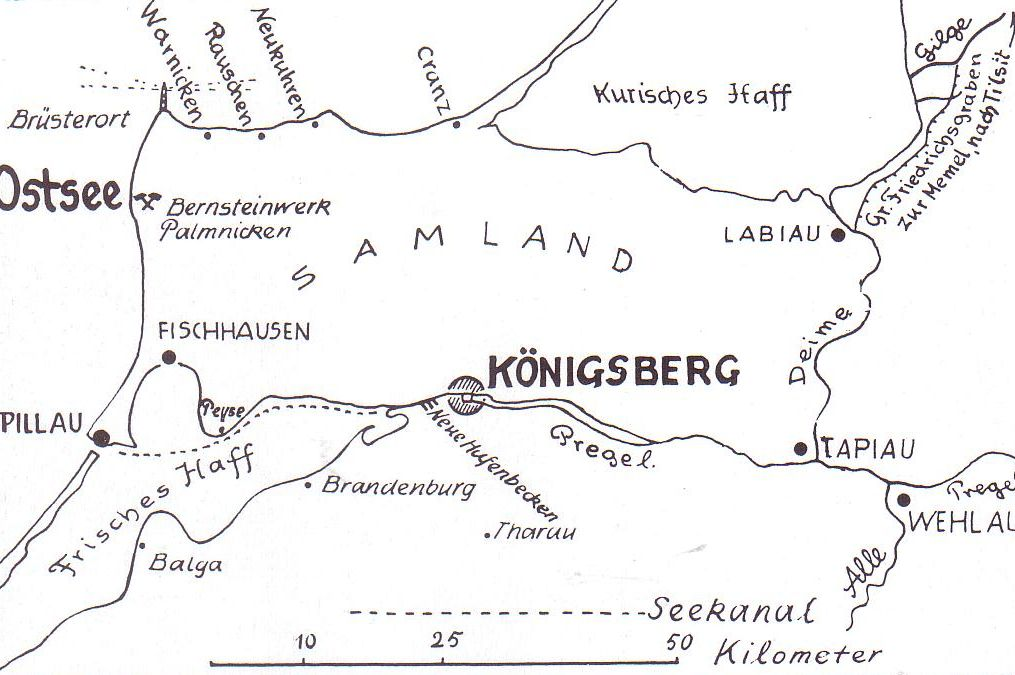
Схематическое изображение Кёнигсбергского морского судоходного канала, ранее 1910 года

Канал начинается от военной гавани города Балтийска, проходит вдоль северного берега Калининградского залива до порта Калининград. От остальной части залива канал ограждён 10 искусственными насыпными островами, за исключением участка при входе в Приморскую бухту. Поросшие лиственным лесом острова защищают фарватер от наносов со стороны залива.
По каналу могут проходить суда длиной до 200 метров с осадкой до 8,0 метра, а на участке канала длиной 22,6 км, от входных молов до причалов стивидорной компании ЗАО «Содружество — СОЯ» с осадкой до 9,6 м и грузоподъёмностью 33 000 т. Навигация по каналу осуществляется круглогодично. С января по конец марта канал может покрываться тонким слоем льда.
Из-за узости канала нельзя было организовать одновременного двустороннего движения, что ограничивало частоту захода судов к причалам. С июля 2007 года по каналу частично осуществляется двустороннее движение судов. Средняя разрешённая скорость движения судов по каналу 8 узлов, время прохождения канала составляет около 3 часов.
Калининградский морской канал входит в портовые воды морского порта Калининград, зона действия этих вод начинается перед морскими молами Балтийска далее через пролив до двухъярусного моста в Калининграде, для входа в эту зону требуется разрешение портовых служб.
На берегах канала расположены город Светлый и посёлок Взморье.
В Балтийске через пролив круглогодично функционирует автомобильная паромная переправа, связывающая центр города с посёлком Коса на Балтийской (Вислинской) косе. У выхода канала в Гданьский залив на Северном молу в 2004 году был установлен конный памятник императрице Елизавете Петровне (скульптор — Георгий Франгулян).